# Intolérance au glucose
Pour les articles homonymes, voir IGT.
L'intolérance au glucose, ou tolérance abaissée au glucose (en anglais, IGT [Impaired Glucose Tolerance]) ou prédiabète (en anglais [prediabetes]), au même titre que l'hyperglycémie modérée à jeun (Impaired Fasting Glucose), est une maladie. Elle constitue un problème de santé publique :
- en tant que stade fréquent de transition vers le diabète de type 2 ;
- en tant que facteur de risque de développement de maladies cardiovasculaires (MCV).

35 % des personnes touchées par l'IGT développeront un diabète de type 2 dans les 8 ans, le type de diabète le plus fréquent (85 à 95 % des diabétiques) dans les pays développés (1) avec plus de prévalence parmi les diabétiques des pays en voie de développement.
Dans de rares cas, ces intolérances au glucose sont les prémices à un diabète de type 1. Cela se produit notamment lorsqu'il est causé par un problème chronique du pancréas qui assure de moins en moins son rôle endocrinien (mucoviscidose, fibrose pancréatique...).

## Prévalence
C'est un problème qui semble en augmentation constante, comme le diabète dans tous les pays, mais avec des zones et populations diversement affectées. Chez les 20-79 ans, en 2005, 314 millions de personnes dans le monde seraient atteintes d'IGT, et l'association mondiale contre le diabète estime qu'en 2025, au rythme actuel, 472 millions de personnes pourraient être touchées, 
Outre la composante génétique, cette maladie semble être favorisée par plusieurs facteurs sociaux et environnementaux qui seraient liés à la sédentarisation, à l'alimentation et peut-être à la pollution.

## Diagnostic biologique
Par convention, les valeurs de glycémie suivantes permettent le diagnostic d'intolérance au glucose :
- 7,8 à 11,1 mmol⋅l-1 (soit 1,40 à 2,00 g⋅l-1) deux heures après l'ingestion de 75 g de glucose.

Les valeurs de 6,1 à 6,9 mmol⋅l-1 à jeun (soit 1,10 à 1,26 g⋅l-1) définissent une hyperglycémie modérée à jeun. 

## Traitements
Les risques d'évolution en diabète et de développement de maladie cardiovasculaire est plus important que pour l'hyperglycémie à jeun.
Bien qu'il existe des médicaments qui permettent de retarder l'apparition du diabète, les modifications du mode de vie jouent un rôle plus important dans la prévention du diabète. Les patients atteints d’intolérance au glucose devraient faire de l'exercice régulièrement, la stimulation musculaire induisant le captage du glucose dans les tissus musculaires même lorsque la production d'insuline est déficiente, perdre de 5 à 7 % de leur poids, afin de limiter l'intolérance à l'insuline induite par le tissu adipeux, et limiter l'ingestion de sucres et de glucides raffinés ou hautement transformés (highly processed carbohydrates, en anglais).

## Conséquences sociales et économiques
Cette affection, quand elle évolue en diabète, a des conséquences lourdes, dont les maladies cardiovasculaires, les attaques cérébrales, l'angiopathie, la neuropathie, l'insuffisance rénale (néphropathie), la cécité (rétinopathie) et l'amputation. Toutes affections qui aggravent l’invalidité, diminuent l’espérance de vie et augmentent les dépenses médicales. Le diabète est devenu la quatrième ou cinquième cause de mortalité dans la plupart des pays développés. Il a d'abord surtout touché des pays riches.